# أدريسي العليا (مازو)
أدریسي العلیا (بالفارسية: ادریسی علیا) هي قرية تقع في قسم مازو الريفي، بمقاطعة أنديمشك التابعة لمحافظة خوزستان، إيران. يقدر عدد سكانها بـ 197 نسمة حسب الإحصاء السكاني الذي تمّ في عام 2006.